# سعد حسين
سعد محمد يوسف حسين وشهرته سعد حسين (25 أكتوبر 1951-) برلماني مصري، عضو في مجلس الشعب المصري، عن الدورة البرلمانية 2005-2010، و[[الكتلة البرلمانية لنواب الإخوان المسلمين في مصر (الدورة البرلمانية 2005 - 2010)|عضو الكتلة البرلمانية لنواب الإخوان المسلمين]] عن دائرة البتانون بمحافظة المنوفية، وعضو مجلس الشعب المصري (2012) عن الدائرة الأولى (شبين الكوم - قويسنا) منتمي لحزب الحرية والعدالة.

## التعليم
دبلوم المدارس الثانوية التجارية عام 1970.

## النشاط السياسى
عضو مجلس الشعب عن الدائرة الانتخابية بالبتانون محافظة المنوفية. الدورة البرلمانية 2005-2010

## العمل
موظف بالضرائب العقارية بالمنوفية.